# Petko Szlavejkov
Petko Szlavejkov (Tarnovó, 1827. november 17. – Szófia, 1895. július 1.) bolgár költő, publicista, népdalgyűjtő. A bolgár irodalom első igazán jelentős alakja.

## Élete és munkássága
Tarnovóban született kézműves család gyermekeként. Iskoláit szülővárosa görög és török iskoláiban kezdte, majd a szvistovi bolgár iskolában folytatta. Tizenhat éves korától tanítóskodott. Bulgária bejárása közben közelebbről megismerkedik a nép nyelvével, szokásaival, és a népi költemények gyűjtésébe kezdett. Kezdeti verseit szentimentális hangvétel jellemzi, és fő témájuk a szerelem, de a krími háború után hazafias, forradalmi lírával jelentkezik.  Humorisztikus folyóiratában és naptáraiban éles gúnnyal ostorozta a görög fanariótákat, tudományos folyóiratában történelmi, földrajzi és néprajzi értekezéseket közölt.